# تينجو تينغه

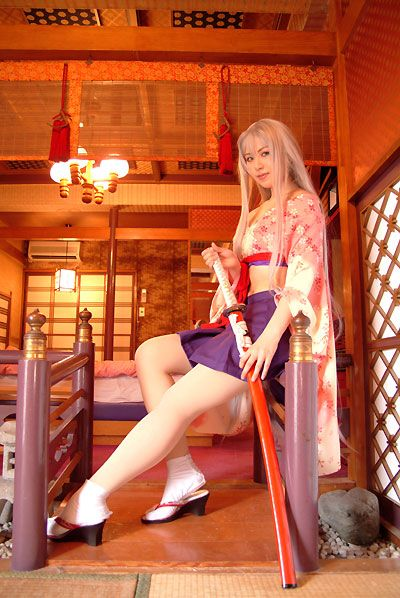
المتنكر بشخصية مايا ناتسومي من أنمي "تينجو تنجي" (Tenjho Tenge).

تينجو تينغه ((باليابانية: 天上天下، بالروماجي: Tenjō Tenge)، تُكتَب أيضاً كـTenjho Tenge وتُلفَظ تِنجوه تِنگِه)، هي سلسلة مانغا يابانية من تأليف ورسوم أوه! گريت. تتمحور القصة حول أعضاء الجوكِنبو 柔剣部 (Jūkenbu)، وخصومهم، أعضاء اللجنة التنفيذية 執行部 (Shikkō-bu)، الذين بدورهم يمثلون مجموعة الطلبة الذين يديرون مدرسة ثانوية تقوم بتعليم طلابها الفنون القتالية. مع تقدم القصة، كلتا المجموعتين تصيران منخرطتين بشكل متزايد في معركة مستمرة لم تُحَل منذ أربع مئة سنة.
1. ↑  "معلومات عن تينجو تينغه على موقع animenewsnetwork.com". animenewsnetwork.com. مؤرشف من الأصل في 2019-05-27.
2. ↑  "معلومات عن تينجو تينغه على موقع imdb.com". imdb.com. مؤرشف من الأصل في 2017-07-17.
3. ↑  "معلومات عن تينجو تينغه على موقع antoniogenna.net". antoniogenna.net. مؤرشف من الأصل في 2017-02-23.

## وصلات خارجية
- تينجو تينغه على موقع ميوزك برينز (الإنجليزية)
- تينجو تينغه على موقع ANN manga (الإنجليزية)